# 白金町 (市原市)
白金町（しろがねちょう）は、千葉県市原市の五井地区にある町丁。現行行政地名は白金町一丁目から白金町六丁目。郵便番号は290-0059。

## 概要
市原市北西部の五井地区にあり、隣の市原地区との境界付近にある。五所君塚土地区画整理事業の換地処分によって成立した地名である。

## 地理
北は八幡海岸通、東は五所、西は五井金杉、南は君塚と接している。

## 地価
2017年（平成29年）1月1日時点の国土交通省地価公示によると白金町4丁目38番2で58,500(円/m²)である。

## 歴史

### 地名の由来
土地区画整理事業によって成立した地名。白旗川と金杉川の間に位置していたことから、両者の頭文字を取って白金町とした。

### 沿革
- 1966年（昭和41年）3月4日 - 五所君塚土地区画整理事業換地処分。新町丁「白金町」設置[9]。

## 世帯数・人口
2023年（令和5年）4月1日現在の世帯数と人口は以下の通りである。
| 町丁字       | 世帯数    | 人口総数 | 人口  | 人口  | 人口     | 人口     | 人口  | 人口   | 世帯人員 |
| 町丁字       | 世帯数    | 人口総数 | 若年  | 若年  | 生産年齢 | 生産年齢 | 高齢  | 高齢   | 世帯人員 |
| ------------ | --------- | -------- | ----- | ----- | -------- | -------- | ----- | ------ | -------- |
| 白金町一丁目 | 246世帯   | 362人    | 17人  | 4.70% | 225人    | 62.15%   | 120人 | 33.15% | 1.47人   |
| 白金町二丁目 | 212世帯   | 381人    | 19人  | 4.99% | 242人    | 63.52%   | 120人 | 31.50% | 1.80人   |
| 白金町三丁目 | 149世帯   | 283人    | 26人  | 9.19% | 171人    | 60.42%   | 86人  | 30.39% | 1.90人   |
| 白金町四丁目 | 321世帯   | 525人    | 40人  | 7.62% | 315人    | 60.00%   | 170人 | 32.38% | 1.64人   |
| 白金町五丁目 | 124世帯   | 213人    | 17人  | 7.98% | 129人    | 60.56%   | 67人  | 31.46% | 1.72人   |
| 白金町六丁目 | 95世帯    | 151人    | 13人  | 8.61% | 104人    | 68.87%   | 34人  | 22.52% | 1.59人   |
| 全体         | 1,147世帯 | 1,915人  | 132人 | 6.89% | 1,186人  | 61.93%   | 597人 | 31.17% | 1.67人   |

## 通学区域
市立小学校・市立中学校と県立高等学校の通学区域は以下の通りである。
| 町丁字       | 範囲 | 小学校             | 中学校             | 高等学校 |
| ------------ | ---- | ------------------ | ------------------ | -------- |
| 白金町一丁目 | 一部 | 市原市立五所小学校 | 市原市立八幡中学校 | 第9学区  |
| 白金町一丁目 | 一部 | 市原市立白金小学校 | 市原市立若葉中学校 | 第9学区  |
| 白金町二丁目 | 全域 | 市原市立白金小学校 | 市原市立若葉中学校 | 第9学区  |
| 白金町三丁目 | 全域 | 市原市立白金小学校 | 市原市立若葉中学校 | 第9学区  |
| 白金町四丁目 | 全域 | 市原市立白金小学校 | 市原市立若葉中学校 | 第9学区  |
| 白金町五丁目 | 全域 | 市原市立白金小学校 | 市原市立若葉中学校 | 第9学区  |
| 白金町六丁目 | 全域 | 市原市立白金小学校 | 市原市立若葉中学校 | 第9学区  |

## 施設
- 日本郵政市原郵便局
- ジョイフル本田リフォーム

## 交通

### 鉄道
ないが、最寄り駅は八幡宿駅

### バス
町丁内を通過する路線は以下の通りである。
| 運行会社 | 系統     | 運行区間                      | 経由                                         | 備考 |
| -------- | -------- | ----------------------------- | -------------------------------------------- | ---- |
| 小湊鐵道 | 五25系統 | 五井駅西口 - 喜多             | 市原郵便局                                   |      |
| 小湊鐵道 | 八21系統 | 八幡宿駅西口 - 姉崎（別荘下） | 君塚、五井駅西口、白塚、大道下、姉ケ崎駅東口 |      |
| 小湊鐵道 | 八22系統 | 八幡宿駅西口 - 姉ケ崎駅東口   | 君塚、五井駅西口、白塚、大道下               |      |

### 道路
- 市道5号八幡新田線（白金通り）[12]